# Djibrosso
Djibrosso  est une localité du centre de la Côte d'Ivoire, et appartenant au département de Kani, dans la Région du Worodougou. La localité de Djibrosso est un chef-lieu de sous-préfecture, comprenant 13 villages, qui sont : Djibrosso, Madji, Moyako, Moritiédougou, Koumbara, Dabé, Souasso, Naminguin, Djorofa, Borabadougou, Séguédjan, Métro et Toté .
La sous-préfecture de Djibrosso, également connue sous le nom de Karadjandougou — signifiant « terre du peuple Karadjan » —, se distingue par la présence de grandes familles qui en constituent l'ossature socioculturelle. Parmi celles-ci, la famille Koné, considérée comme autochtone et détentrice légitime de cette terre, occupe une place prééminente. Aux côtés des Koné, d'autres lignées influentes participent à la structuration de la communauté locale, notamment les Diomandé, Bakayoko, Fofana, Bamba, Coulibaly, Cissé, Dosso et Touré, entre autres.